# Frivolitê
Frivolitê (do idioma francês frivolité, "frívolo"), frioleira ou renda de espiguilho é uma renda de agulha confeccionada a partir de nós usando uma lançadeira, chamada de naveta, ou agulha longa.
Nos países anglófonos, a técnica é chamada de tatting (de "tagarelar" ou de tatters, "andrajos"), e na maior parte da Europa esta renda é chamada de frivolité; os italianos, no entanto, chamam de occhi ("olhos") e no oriente é chamado makouk.